# Simulium sexiens
Simulium sexiens är en tvåvingeart som beskrevs av Meillon 1944. Simulium sexiens ingår i släktet Simulium och familjen knott. Inga underarter finns listade i Catalogue of Life.